# R
La R o r (chiamata erre in italiano) è la sedicesima lettera dell'alfabeto italiano e la diciottesima dell'alfabeto latino moderno. Una R rovesciata (Я) è il simbolo della lettera ja nell'alfabeto cirillico; tale simbolo è poi usato in vari modi nell'alfabeto fonetico internazionale: [r] indica una consonante vibrante alveolare, [ʀ] una vibrante uvulare.

## Storia
| proto-semitica Rêš (testa) | resh fenicia | rho greca | R etrusca | R latina |

### Latino

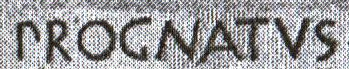
La forma arcaica della lettera latina R e la lettera latina P. 𐌐ROGNATVS

La R latina deriva dalla radice semitica Rêš (anche indicante la testa), da cui si sviluppò la resh fenicia, e a sua volta, nel greco antico Ρω la (Rho).
Nel latino antico, la R era pressoché identica alla rho greca Ρ, che rappresentava il suono della vibrante alveolare /r/, mentre il suono /p/ era rappresentata dalla lettera 𐌐.
Nel IV secolo a.C. circa la lettera R comparì nella sua forma attuale, che si basò su una variante grafica della rho greca, anche se la P ancora aveva la sua forma antica 𐌐.
Nel III secolo a.C. la lettera R rimpiazzò la Z nativa latina, che per via del rotacismo passò da /z/ a essere pronunciata /r/.

### Lingue romanze
Nel passaggio alle lingue romanze la R conservò il suo valore fonetico, cioè la vibrante alveolare e occasionalmente la monovibrante alveolare (la R intervocalica italiana).

#### Francese
Dal IX al XVII secolo la lingua francese possedeva la stessa pronuncia della R che avevano quasi tutte le lingue romanze.
Nel XVIII secolo il francese perse il fonema, rimpiazzato gradualmente dalla fricativa uvulare sorda e sonora, /χ/ e /ʁ/, anche se la pronuncia vibrante persiste nell'occitano e nei dialetti meridionali della Francia.